# 奥斯卡·王尔德墓
奥斯卡·王尔德墓位于法国巴黎二十区的拉雪兹神父公墓。雕塑家雅各布·爱泼斯坦花了九到十个月的时间完成，查尔斯·霍尔登完成了底座，铭文则出自约瑟夫·克里布之手。